# Christina (película de 1929)
Christina es una película sonora perdida de 1929 protagonizada por Janet Gaynor y dirigida por William K. Howard. El reparto también incluye a Charles Morton, Rudolph Schildkraut, Harry Cording, y Lucy Doraine. La película esta perdida, pero los carteles promocionales supervivientes indican que en la película hubo una banda sonora parlante en algún momento.

## Reparto
- Janet Gaynor como Christina
- Charles Morton como Jan
- Rudolph Schildkraut como Niklaas
- Harry Cording como Dick Torpe
- Lucy Doraine como Madame Bosman